# Magín Pont
Magín Pont Mestres (Ametlla, 23 de febrero de 1927 – Barcelona, 9 de marzo de 2008) fue un jurista, profesor y publicista español.
Orientado siempre por el horizonte de la justicia, la obra de Magín Pont puede resumirse con el antetítulo que llevaban sus artículos de los jueves durante dos décadas en La Vanguardia: Tributos y empresas. Consciente del delicado equilibrio que en una sociedad buena ha de darse entre el respeto de los derechos y el cumplimiento de los deberes, el profesor Pont Mestres propugnó siempre una fiscalidad plenamente integrada en el derecho y un marco jurídico de seguridad, de certeza y de respeto que facilitara la vida y el desarrollo de las empresas como principales motores del progreso.

## Datos biográficos
Magín Pont Mestres nació en Ametlla, en el municipio de Montolíu de Cervera, en la casa solariega creada en 1889 por sus abuelos Joan Pont Fabregat y María Miret Albareda, sobre la finca de su dote, el 23 de febrero de 1927, en el seno de una familia de pequeños propietarios rurales. Aprendió las primeras letras en la escuela –o mejor dicho, con el maestro- del pueblo y, a pesar de su condición de hereu, siguió sus estudios como interno en los escolapios de Tárrega, quienes le recomendaron a sus padres, Francisco Pont Miret y Dolores Mestres Vidal, como así hicieron, el traslado al Real Colegio de las Escuelas Pías de Sarriá. Cursó el Peritaje Mercantil en el Colegio de Sarriá y el Profesorado Mercantil en la Escuela de Altos Estudios Mercantiles de Barcelona, lo que despertó en él un espíritu emprendedor puesto a prueba con una efímera experiencia empresarial en Baeza, que le marcó con el descubrimiento y la admiración indelebles por el Sur, uno de los factores que explican su personalidad. Su retorno a Barcelona le llevó de nuevo a las aulas, donde obtuvo el grado de Intendente Mercantil así como las Licenciaturas en Derecho y en Ciencias Económicas. Si los altos estudios mercantiles le hicieron comprender el significado de la empresa, el adentrarse en los estudios jurídicos le hizo comprender el significado profundo de la justicia como emanación y concreción de la conciencia social de cada momento histórico.

## Carrera universitaria
Esta será la dualidad intelectual que configuró su vida profesional: el entendimiento y el respeto por la labor de los empresarios como agentes creadores de riqueza y la sujeción de su actividad a las normas, incluidas aquellas que reclaman el cumplimiento del deber de contribuir como expresión de la necesaria solidaridad entre los ciudadanos. Las empresas y los tributos serían ya para siempre los ejes de su trabajo en el despacho profesional y en la universidad, dos mundos que él convirtió en las dos caras de una misma moneda, con viajes permanentes de ida y vuelta de la razón práctica a la razón pura, y viceversa.
La definitiva orientación del autor hacia el Derecho, consagrada por su Doctorado en la Universidad de Oviedo con la tesis sobre El problema de la resistencia fiscal, le conducen de nuevo hacia la enseñanza superior, cuyas primeras armas había velado en la Escuela de Altos Estudios Mercantiles de Barcelona. En 1967 ganó por oposición la Cátedra de Hacienda y Contabilidad públicas y Legislación tributaria de la Escuela de Comercio de Pamplona. Presidía el Tribunal que juzgó los seis ejercicios Matías Cortés Domínguez y eran vocales, José Manuel de la Torre, Adolfo Suárez, José Herrera y Emilio Puelles. Obtuvieron plaza con él José Barea Tejeiro, Luis Martí, Luis Corral y Mariano Abad. Corral recuerda como tras despedirse los neófitos en la puerta del Ministerio, Magín Pont pasó por delante de sus compañeros y les espetó desde el taxi un ¡Cátedros, que sois unos cátedros! que resumía los avatares de aquellas larguísimas semanas madrileñas. Existía, además, un factor adicional para la tensión vivida, que era el retraso de muchísimos años que había experimentado por diferentes razones la convocatoria de aquellas plazas.
Magín Pont, tomó posesión de su plaza de Iruña el 27 de diciembre de 1967, para trasladarse inmediatamente de forma interina a la Escuela de Sabadell. Madrid y Barcelona exigían entonces una oposición especial, lo que se produjo dos años después. Esta vez el Tribunal fue presidido por Teodoro López-Cuesta, asistido, entre otros, de César Albiñana y del propio Luís Corral, que había alcanzado la cátedra con él. Magín Pont superó la oposición y pudo elegir la Escuela de Altos Estudios Mercantiles de Barcelona, mientras que también accedieron a sendas cátedras José Barea en Madrid, Ramón Docal en La Coruña y Santiago Herrero en Salamanca. Tomó posesión el 14 de diciembre de 1969.
En diciembre de 1973, el profesor Pont Mestres es elegido por sus compañeros director de la Escuela Universitaria de Estudios Empresariales de la Universidad de Barcelona , llevando a cabo en los dos años siguientes una profunda remodelación de su estructura interna, con la habilitación de locales para seminarios, nuevo mobiliario, adecuación de la primera planta para biblioteca y oficinas, instalación de teléfonos en todos los seminarios, incorporación de funcionarias en los mismos, pasando el fondo bibliográfico de poco más de 4.000 ejemplares cuando accedió a la dirección a más de 25.000 ejemplares cuando la dejó en 1984, aparte de dotar las bibliotecas de los respectivos seminarios. Estos datos han sido obtenidos de la obra que publicó en 1979, titulada Seis años de Dirección, preparada en el verano de dicho año con el propósito de renunciar a la Dirección en el inicio del Curso 1979-1980. Pero ello no fue posible porque el propio claustro de profesores le pidió por inmensa mayoría que continuase. Durante estos años de Dirección fue uno de los tres catedráticos de Escuelas Universitarias de Estudios Empresariales designados por el ministro de Educación y Ciencia para formar la Comisión Ministerial encargada de la transformación de las Escuelas de Comercio en Escuelas Universitarias.

## La Academia
En 1974, Magín Pont ingresó como miembro numerario en la Real Academia de Ciencias Económicas y Financieras . Su discurso de ingreso versó sobre El principio de capacidad económica como criterio material de justicia tributaria en los Estados contemporáneos. En la Academia, puede seguirse el rastro de su labor a través de las comunicaciones y discursos de Magín Pont que jalonan sus Anales, y cuya última aportación aparece precisamente en los del curso 2006-07.

## Al servicio de la profesión auditora
En 1968 fue elegido presidente de la delegación en Cataluña del Instituto de Censores Jurados de Cuentas de España , donde sucedió a otros dos catedráticos de la Escuela, Pedro Lluch y Antonio Goxens, y donde le reemplazaría Antonio Lancuentra, y en 1972, fue elegido presidente nacional de este Instituto, cargo que desempeñó durante diecisiete años, hasta 1989, después de cuatro reelecciones, renunciando a presentarse en la quinta convocatoria. Su labor al frente del Instituto de referencia se halla recogida en la obra que publicó en 1991 Al servicio de la profesión auditora, de más de 400 páginas. Entre sus logros cabe señalar el reconocimiento mediante Decreto de la independencia del Instituto, del Consejo Superior de Colegios de Titulares Mercantiles; la aprobación por el Gobierno de los Estatutos del Instituto en el año 1982, publicados los días 3 y 4 de noviembre en el Boletín Oficial del Estado; la convocatoria mediante Orden Ministerial de concurso-oposición para el acceso de nuevos miembros al Instituto; todo ello después de superar múltiples escollos y recursos administrativos; la celebración de ocho Congresos nacionales de censores jurados de cuentas, con masiva asistencia de éstos; la adquisición de nuevos locales tanto en Madrid como en las cabeceras de Zona para las instalaciones del Instituto el fortalecimiento de las relaciones internacionales con Institutos extranjeros de auditoría, y, en fin el asentamiento definitivo del Instituto como corporación profesional.
En 1967, fue fundador, con otros veinte profesionales españoles de la Asociación Española de Asesores Fiscales (AEDAF) , primero con sede en Zaragoza y después en Madrid, colaborando intensamente para su afianzamiento.

## ElDerecho tributario
En 1976, encabezó la idea de crear la Fundación en el marco de la Escuela Universitaria de Estudios Empresariales de la Universidad de Barcelona, en recuerdo de su entrañable amigo y profesor en su cátedra Antonio Lancuentra Buerba, fallecido prematuramente a los 52 años, en 1975. En estrecha conexión con la Fundación se halla el Seminario de Derecho tributario que ha dirigido hasta el mismo día de su fallecimiento, con sesiones mensuales el tercer sábado de cada mes, al que asisten unos cincuenta miembros del mismo previo acceso restringido. La labor de este Seminario de investigación es ampliamente conocida en el ámbito de su especialidad. En la actualidad, la Fundación se denomina Magín Pont Mestres y Antonio Lancuentra Buerba.
En el ámbito universitario, orientó sus estudios tributarios hacia la vertiente jurídica, no obstante su bifronte preparación académica de economista y de jurista, atraído, sin duda, como explícita en sus obras, por la gran devoción intelectual que sentía por su maestro, el profesor Fernando Sainz de Bujanda, autor de un magnífico prólogo de su obra El problema de la resistencia fiscal. Este punto de referencia común es el que explica las estrechas relaciones entre el profesorado de la Escuela de Empresariales y el de la Facultad de Derecho en lo que se refiere al Derecho financiero y tributario, así como el respeto por la figura y la obra de José Juan Ferreiro Lapatza, que culminaron en 2005 con la constitución de un departamento de la Universidad de Barcelona dedicado exclusivamente a esta área de conocimiento. La influencia de Fernando Sainz de Bujanda en Magín Pont es notoria, no solo por manifestarlo en sus obras, sino porque así se deduce de su lectura. Magín Pont escribió que el país no supo reconocer la inmensa labor intelectual del fundador de los estudios jurídico-tributarios en España, actualmente de gran brillantez, merced a sus aportaciones a las que siguen ahora las de sus discípulos. Por ello consideraba que España estaba en deuda con ese prohombre del Derecho financiero y tributario.
La obra publicada de Magín Pont es ingente. El hilo conductor de su trabajo intelectual es la concepción del buen contribuyente como el ciudadano que aspira a formar parte integrante de la polis con plena consciencia de que la reclamación o el ejercicio de sus derechos requiere el estricto cumplimiento de sus deberes. El contribuyente desacomplejado que describe no es el defraudador camuflado ni el empresario reticente, sino alguien que puede andar con la frente bien alta. Alguien, en suma, que “paga sus impuestos” y que merece ser tratado con respeto por la Hacienda Pública. Por eso Magín Pont fue especialmente duro con el fraude fiscal, al que como hombre de leyes condenaba, pero sin dejar de criticar la prepotencia del Fisco con una metáfora que utilizaba frecuentemente, la del enfrentamiento entre David y Goliat.
Sus primeros colaboradores en la cátedra fueron Antonio Lancuentra Buerba, ya mencionado y Ricardo García Micola. También se incorporaron a la docencia Jaume Segura Illa, Juan Revilla Torres, Fulgencio Muñoz Espín y el primer discípulo salido de las aulas de la Diagonal, Gregorio Ramón Ramón, que sería Inspector de Hacienda del Estado y actualmente ejerce como asesor fiscal. Después, otros exalumnos fueron también profesores como Pilar Martínez Rubio, Enrique Piedra Escobar, Antonio Durán-Sindreu y, sobre todo, Ramón Ferrer Pedrola, que obtendría una plaza de profesor titular, y Joan-Francesc Pont Clemente, su sucesor en la cátedra en 1993.

## La política
En el año 1986, Magín Pont Mestres efectúa una incursión a la política, ya presentida con la publicación de tres ensayos: Evolución y Diálogo (1966), en principio secuestrada; Realismo político (1978); y Política y politiquería (1981). Es elegido diputado por la demarcación de Barcelona (Coalición Popular), y elegido Presidente de la Comisión de Presupuestos del Congreso de los Diputados (1986-1989). Con independencia de su labor en esta Comisión, intervino frecuentemente en los Plenos del Congreso y formuló más de doscientas preguntas escritas al Gobierno, la mayoría de ellas sobre temas tributarios, recogidas en el correspondiente Diario de Sesiones. Formuló también interpelaciones, entre ellas, una de especial relieve sobre la inseguridad jurídica del contribuyente.

## Los últimos años
Magín Pont Mestres fue profesor emérito de la Universidad de Barcelona y miembro de honor de su Claustro de Doctores así como miembro de honor de la Reial Acadèmia de Doctors. Dirigió el Seminario de Derecho tributario y el Máster en Asesoría Fiscal de la Escuela, y presidió la firma de abogados y economistas de proyección nacional Pont Mestres & Asociados, que él fundó en Barcelona en 1956. En paralelo fue el creador y socio principal de Pont Mestres & Auditores Asociados, una firma independiente de auditoría.
En los últimos años de su vida, Magín Pont acentúa su trabajo para la Real Academia de Ciencias Económicas y Financieras, se une a la delegación que en 2004 visita la Real Academia de Marruecos y presenta comunicaciones en las que además insta a los poderes públicos a adoptar medidas legislativas de respeto a los contribuyentes. Sus asistencias a la Academia en 2008 incluyeron el acto de recepción de Juan Guzmán Tapia y la sesión necrológica por su viejo compañero y amigo Roberto García Cairó.
La muerte le sorprendió el 9 de marzo de 2008, en la plenitud de sus facultades físicas e intelectuales, que no pudieron evitar un repentino paro cardíaco.

## Obras
De un total de 44 libros, se destacan aquí los siete siguientes:
- El problema de la resistencia fiscal, Bosch, Barcelona, 1972.
- Los incrementos de patrimonio y la prescripción en el Impuesto sobre Sociedades, Civitas, Madrid, 1992.
- Análisis de la Ley 25/1995, de modificación de la Ley General Tributaria (con Joan F. Pont) Civitas, Madrid, 1995.
- Financiación de los entes locales (director), Marcial Pons y Diputación de Barcelona, 2001.
- Alternativas convencionales en el Derecho tributario (coordinador). Marcial Pons, Madrid-Barcelona, 2003.
- Derechos y deberes en el procedimiento de inspección tributaria, Marcial Pons, Madrid-Barcelona-Buenos Aires, 2007 (segunda edición).
- La prescripción tributaria ante el derecho a liquidar y el derecho a recaudar y cuestiones conexas, Marcial Pons, Madrid-Barcelona-Buenos Aires, 2008.

Obras en el catálogo de la Universidad de Barcelona (enlace roto disponible en Internet Archive; véase el historial, la primera versión y la última).